# V&A子供博物館
V&A子供博物館 (V&A Museum of Childhood、現・Young V&A) は、ロンドンのイーストエンド、ベスナル・グリーン (Bethnal Green) にある、ヴィクトリア&アルバート博物館 (V&A) の分館。V&Aは、応用美術についてのイギリスの国立博物館である。
2023年､Young V&Aと改称し､建物の改修後リニューアル開館。

## 歴史
この博物館は、1872年6月24日に、当時の王太子（後のエドワード7世）によって、ベスナル・グリーン博物館として公式に開館された。プレハブ工法の鉄骨造の建物は、アルバートポリス (Albertopolis) 地区の、現在のV&Aの一角に初期にあったものを移築している。建物の外装は、ジェームズ・ウィリアム・ワイルド (James William Wild) の設計で、赤煉瓦による丸アーチ様式 (Rundbogenstil) は同時代のドイツの様式と非常によく似ている。
この建物は、時代ごとに、様々なコレクションの展示のために使用されてきており、一時は、現在ウォレス・コレクションに収められている作品群がここに展示されていた。1920年代には、子供向けの展示に焦点が当てられるようになり、1974年に、当時V&Aの館長 (director) であったサー・ロイ・ストロング (Sir Roy Strong) によって、この博物館は専門の子供博物館と位置づけられ、現在の名称に改名された。
ベスナル・グリーン博物館は、そのすべての部門において、イギリスで最大の収蔵品の規模をもっている。
この博物館は、「あらゆる人々、とりわけ若者に、特に子供のために、また、子供によって作られた品々を通して、デザインの世界を探求し、楽しんでもらうこと」を使命としている。この博物館は、広く玩具類、子供用品、子供服などを収蔵しており、企画展なども開催されている。
2005年10月、博物館はいったん閉館し、470万ポンドを投じた大幅なリノベーションの第二段階に入った。その後、2006年12月9日に再開館し、新たな正面玄関、ギャラリー、展示、カフェなどが設けられた。

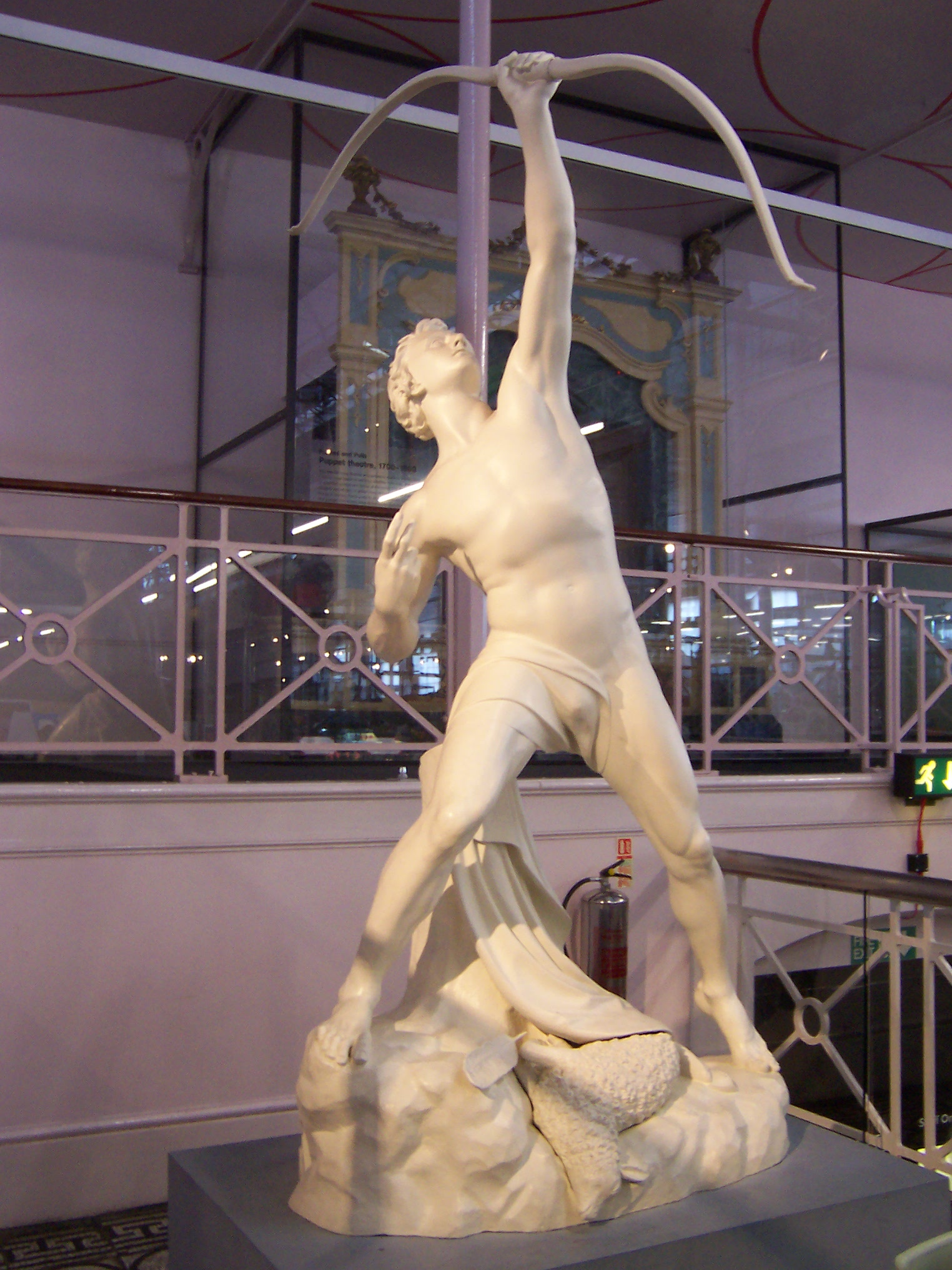
ジョン・ベル作「The Eagle slayer」

館内には、彫刻家ジョン・ベル (John Bell, 1811–1896) による鋳鉄製の像が設置されている。これは、もともとは1851年の大博覧会（ロンドン万国博覧会）に出品された作品である。「The Eagle slayer（鷲を射る者）」と題されたこの作品は、弓に矢をつがえた射手が、その足下に横たわる子羊を殺した鷲を射落とそうとする姿を表現している。
この博物館は、重要文化財建築物 (listed building) のグレードII*に指定されている。
2023年6月、７年間の改修を終えてリニューアル・オープンし、同年10月からは改修後初の特別展示として「日本：神話から漫画へ」が開催されている。

## 交通アクセス
| 交通機関           | 駅/停留所                                  | 停留所記号 | 路線/バス路線番号                       | 博物館からの距離 |
| ------------------ | ------------------------------------------ | ---------- | --------------------------------------- | ---------------- |
| ロンドンバス       | ベスナル・グリーン駅                       | Stop A     | 106, 254, 309, 388, D3, D6              |                  |
| ロンドンバス       | ベスナル・グリーン駅                       | Stop B     | 8, 309, D6                              |                  |
| ロンドンバス       | ベスナル・グリーン駅                       | Stop D     | 8, 388, D3                              |                  |
| ロンドンバス       | オールド・フォード・ロード (Old Ford Road) | Stop G     | 106, 254, 388, D6                       |                  |
| ロンドン地下鉄     | ベスナル・グリーン駅                       |            | Central line                            |                  |
| ナショナル・レール | ケンブリッジ・ヒース駅 (Cambridge Heath)   |            | グレーター・アングリア (Greater Anglia) | 徒歩400メートル  |